# ビヤエルモサ
ビヤエルモサ (Villahermosa) は、メキシコ合衆国タバスコ州の州都である。また、タバスコ州の基礎自治体 (municipio) のセントゥロ（スペイン語: Municipio de Centro (Tabasco)）の中心都市である。面積は61.177km2であり、人口は2020年の人口調査によると833,907人である。

## 概要
ビヤエルモサはタバスコ州の中心都市であり、タバスコ州で最も人口が集中している場所である。また、メキシコの石油産業のビジネスの中心の一つである。「南東のエメラルド (La Esmeralda del Sureste)」として知られるビヤエルモサは天然資源に恵まれており、農業に適した場所でもある。

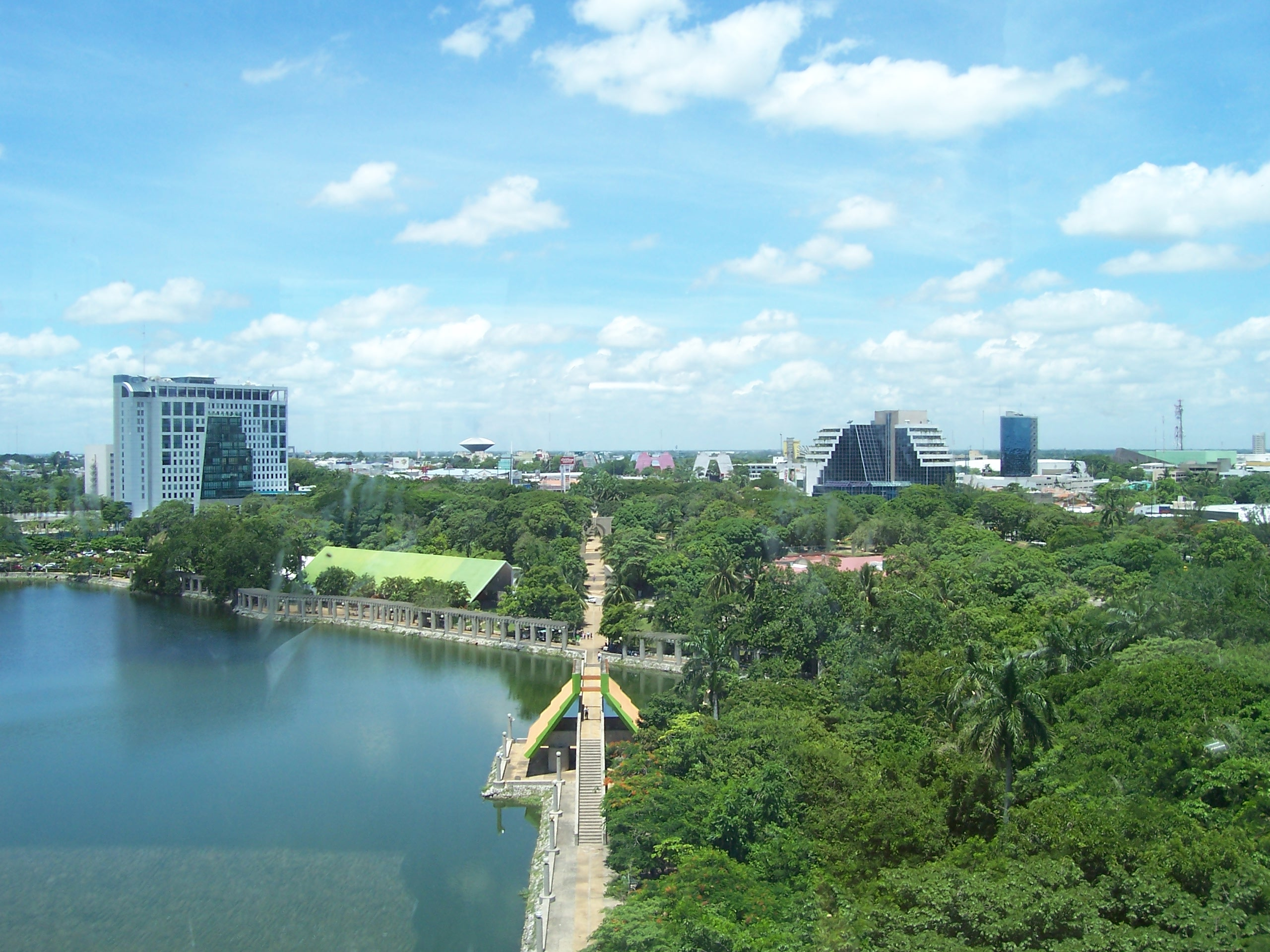
ラグーナ・デ・ラス・イルシオーネス

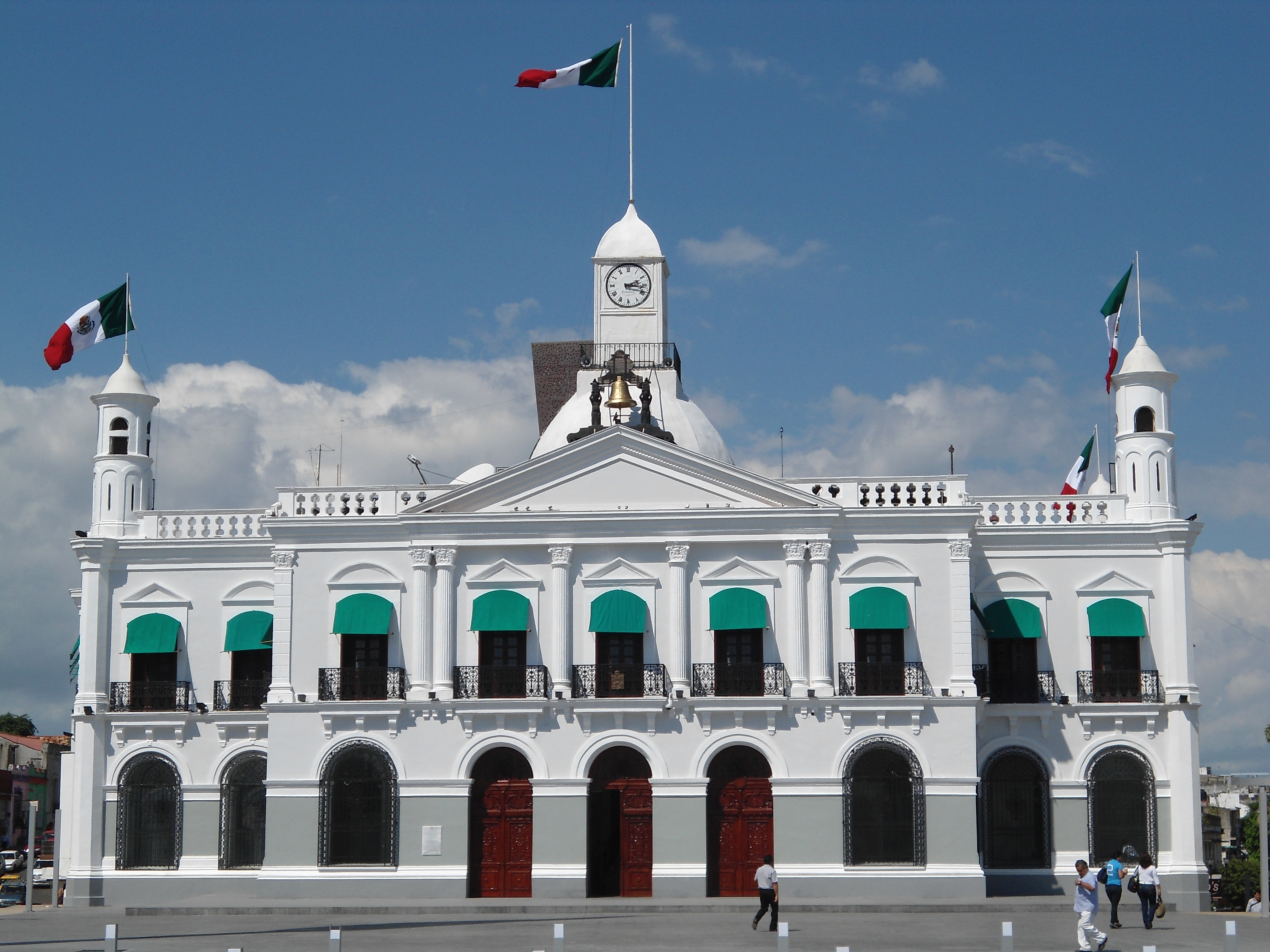
市役所

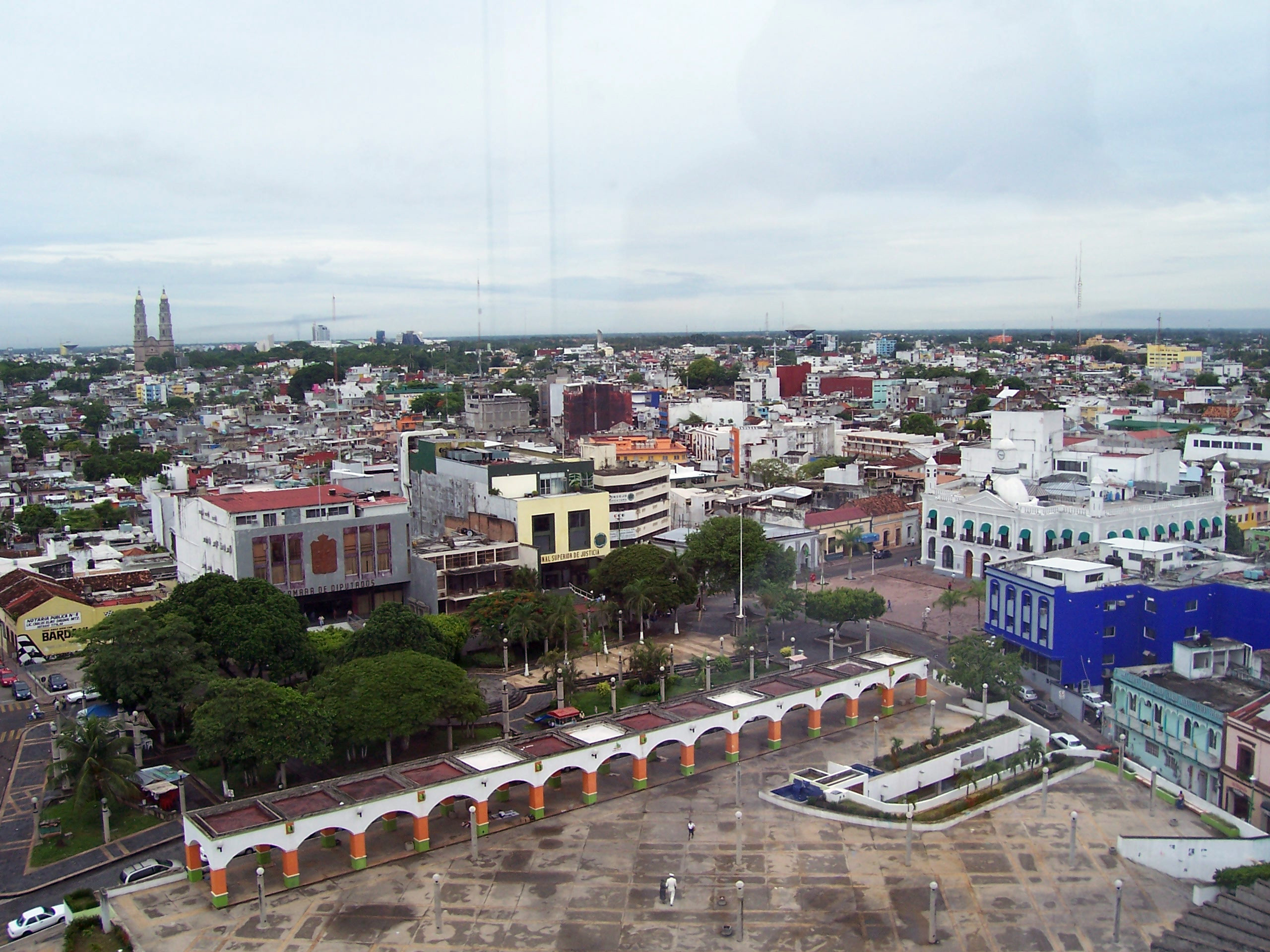
ビヤエルモサの中心部

## 歴史
1596年6月24日、ビヤエルモサはスペイン人によってグリハルバ川沿岸の土地に設立された（当時の綴りはVilla Hermosa）。1826年、サン・フアン・バウティスタ (San Juan Bautista) に改称され、村から市に格上げされた。
米墨戦争では、タバスコの戦いの後にアメリカ軍によって占領された。また、フランスによるメキシコ干渉の間、フランス軍によって占領された。
1916年、タバスコ州知事によって都市の名前はビヤエルモサに戻された。

## 交通
- ビヤエルモサ国際空港

## 気候
ビヤエルモサは熱帯雨林気候に属する。年間を通して多湿であり、春や夏には最高気温が40°Cに達することがある。春には様々な熱帯植物の花によって市街地の大通りが彩られる。
2007年10月にビヤエルモサは記録的な洪水の被害を受け、数十万人もの住民が避難を余儀なくされた。

## 姉妹都市
- サンバーナーディーノ（アメリカ合衆国カリフォルニア州）
- コアツァコアルコス（メキシコ合衆国ベラクルス州）